# Mandane
Mandane (ur. przed 584 p.n.e.) – medyjska księżniczka, córka króla Medów Astyagesa i Aryenis, żona Kambyzesa I, matka twórcy imperium perskiego Cyrusa II.

## Biografia według Herodota
Według historyka Herodota, krótko po narodzinach Mandane, Astyages miał dziwny sen – jego córka oddawała mocz, aż cała Azja została zalana. Król skonsultował się z magami, którzy zinterpretowali sen w następujący sposób – syn Mandany obali swojego dziadka i zagarnie jego królestwo. Aby zapobiec ziszczeniu się snu, Astyages zaręczył Mandanę ze swoim wasalem - księciem achemenidzkim Kambyzesem I z Anszanu - "mężczyzną z dobrej rodziny i z cichymi nawykami". Astyages nie obawiał się zagrożenia ze strony Kambyzesa.
Potem Astyages miał drugi sen z brzemienną Mandaną, która urodziła winne grono, które podbiło cały świat. Przerażony, Astyages wezwał do siebie córkę z Persji i kazał jej pilnować. Rozkazał swojemu powiernikowi Harpagosowi zgładzić dziecko po jego narodzeniu ten jednak nie chciał przelewać królewskiej krwi osobiście i zamiast zabić dziecko własnoręcznie, kazał to zrobić pasterzowi wołów Astyagesa o imieniu Mitradates. Ten jednak nie wykonał rozkazu, wiedziony współczuciem. Żona Mitradatesa (Kynio/Spako), poprosiła go by zrodzone przez nią w tych dniach martwe dziecko, dał na dowód wykonania rozkazu, a królewskie dziecko postanowili wychować jako własne.
Lata później, Cyrus - syn Mandany, rzeczywiście podbił królestwo swojego dziadka. Mało brakowało a przegrałby wojnę z Astyagesem, ale wygrał dzięki ucieczce Harpagusa z pola walki pod Pasargady. Sen Astyagesa spełnił się.